# 愛に迷った時
『愛に迷った時』（原題: Something to Talk About）は、1995年のアメリカのコメディ映画。 
ラッセ・ハルストレム監督、カーリー・クーリ脚本。ジュリア・ロバーツとデニス・クエイドが疎遠となっている夫婦を、キーラ・セジウィックがロバーツの妹を、ロバート・デュヴァルとジーナ・ローランズが彼らの両親を演じている。
この映画のタイトル（原題: Something to Talk About）は、ボニー・レイットの同名の歌に由来している。

## ストーリー
ある日、グレイスは夫エディが浮気していることを知る。これに憤慨した彼女は、娘を連れて姉の家に出て行ってしまう。後にエディが謝罪に来るも、グレイスの気持ちは納まらず、今までの夫婦生活や家族関係に関する不満を爆発させてしまう。そして彼女は、これからの人生について再び考えるのであった。

## キャスト
| 役名                   | 俳優                 | 日本語吹替 |
| ---------------------- | -------------------- | ---------- |
| グレイス・ビション     | ジュリア・ロバーツ   | 塩田朋子   |
| エディ・ビション       | デニス・クエイド     | 大塚芳忠   |
| ワイリー・キング       | ロバート・デュヴァル | 大木民夫   |
| ジョージア・キング     | ジーナ・ローランズ   | 翠準子     |
| エマ・レイ・キング     | キーラ・セジウィック | 藤木聖子   |
| キャロライン・ビション | ヘイリー・オール     | 川田妙子   |

- その他の声の出演：伊藤和晃／村田則男／島美弥子／小関一／城山堅／火野カチコ／達依久子／種田文子／麻丘夏未／中澤やよい／小野未喜／大坂史子／大橋世津／松本大

## スタッフ
- 監督：ラッセ・ハルストレム
- 製作：アンシア・シルバート、ポーラ・ワインスタイン
- 脚本：カーリー・クーリ
- 撮影：スヴェン・ニクヴィスト
- 音楽：ハンス・ジマー、グレアム・プレスケット